# Hubert Dobaczewski
Hubert Dobaczewski, ps. Spięty (ur. 1974) – polski kompozytor, wokalista, autor tekstów i gitarzysta znany z działalności w zespołach Lao Che i Koli. Prowadzi również solową działalność artystyczną. Z wykształcenia magister ekonomii.

## Działalność artystyczna
Karierę muzyczną rozpoczynał, grając w zespołach Aberration oraz Hope I. W latach 1998–2003 występował z hip-hopową grupą Koli, nagrywając z nią album Szemrany. Jest też autorem wszystkich tekstów na tym albumie. Od roku 1999 jest wokalistą i gitarzystą zespołu Lao Che. Współtworzył albumy: Gusła, Powstanie Warszawskie, Gospel, Prąd stały / Prąd zmienny, Soundtrack, Dzieciom i Wiedza o społeczeństwie. Odpowiadał również za teksty utworów zamieszczonych na tych płytach.
W grudniu 2006 zaśpiewał na koncercie Armii utwór „Opowieść zimowa”. Rok później był jednym z gości na pożegnalnej trasie Pidżamy Porno. Zaśpiewał wraz z zespołem dwa jego utwory: „Wieczność” oraz „Chłopcy idą na wojnę”. W latach 2008–2009 występował gościnnie na koncertach Strachów na Lachy, wykonując utwory: „Fabryka” (z repertuaru Dezertera) i „Wariat” (z repertuaru Rejestracji). Pojawiał się także na scenie podczas pojedynczych koncertów Frutti di Mare. W 2009 wystąpił na albumie Sulphur Phuture (solowy projekt Rafała „Praczasa” Kołacińskiego), a w 2011 uczestniczył w projekcie R.U.T.A., który zaowocował płytą Gore.
16 listopada 2009 miał premierę jego solowy album muzyczny pt. Antyszanty, wydany nakładem Antena Krzyku, Opensources. Pierwszym singlem został utwór „Ma czar karma”. 16 kwietnia 2021 roku nakładem Mystic Production ukazał się drugi album Spiętego, Black Mental.

## Nagrody i odznaczenia
30 lipca 2012 podczas uroczystości w Parku Wolności w Muzeum Powstania Warszawskiego z rąk prezydenta RP Bronisława Komorowskiego odebrał Srebrny Krzyż Zasługi za „działalność na rzecz popularyzacji i upamiętniania Powstania Warszawskiego”.

## Dyskografia
Albumy
| Rok  | Dane dot. albumu                                                                                              | Najwyższa pozycja na liście |
| Rok  | Dane dot. albumu                                                                                              | POL                         |
| ---- | --- | --------------------------- |
| 2009 | Antyszanty - Wydany: 16 listopada 2009 - Wytwórnia: Antena Krzyku, Opensources - Format: CD, digital download | 14                          |
| 2021 | Black Mental - Wydany: 16 kwietnia 2021 - Wytwórnia: Mystic Production - Format: CD, digital download, winyl  | 6                           |
| 2023 | Heartcore - Wydany: 20 października 2023 - Wytwórnia: Mystic Production - Format: CD, digital download, winyl | 8                           |

Single
| Rok                                                 | Tytuł                                                                                | Najwyższa pozycja na liście | Album              |
| Rok                                                 | Tytuł                                                                                | LP3                         | Album              |
| --------------------------------------------------- | ------------------------------------------------------------------------------------ | --------------------------- | ------------------ |
| 2009                                                | „Ma czar karma”                                                                      | 10                          | Antyszanty         |
| 2011                                                | „Kobiety nam wybaczą” (oraz Wojciech Waglewski, Lech Janerka, Fisz i Leszek Możdżer) | 27                          | Męskie Granie 2011 |
| 2021                                                | „Trybuna Małpoludu”                                                                  | X                           | Black Mental       |
| 2023                                                | „Blue”                                                                               | 1                           | Heartcore          |
| „X” oznacza, że lista nie istniała w danym okresie. |                                                                                      |                             |                    |

## Nagrody i nominacje
| Rok  | Konkurs        | Kategoria              | Tytulem   | Wynik     | Żr.    |
| ---- | -------------- | ---------------------- | --------- | --------- | ------ |
| 2024 | Fryderyki 2024 | Album Roku Alternatywa | Heartcore | Nominacja | [ 13 ] |

## Filmografia
- Historia polskiego rocka (2008, film dokumentalny, reżyseria: Leszek Gnoiński, Wojciech Słota)